# ノネット
ノネット （Nonette）は、フランス、オーヴェルニュ地域圏、ピュイ＝ド＝ドーム県の旧コミューン。2016年1月1日にオルソネットと合併し、ノネット＝オルソネットとなった。

## 地理
ノネットは、約12万年前に噴火した火山を起源とする岩山に、腰掛けているようなかたちの村である。村は山の頂上付近を包み込むようにしており、アリエ川谷を見下ろす北東方向の尾根に向かって伸びる。
村の近くにはかつて石切り場があり、マルブル・ド・ノネットと呼ばれた石灰岩を採石していたが、今はない。この石は、この地方で暖炉や階段を構築する際に利用された。

## 人口統計
| 1962年 | 1968年 | 1975年 | 1982年 | 1990年 | 1999年 | 2006年 | 2012年 |
| ------ | ------ | ------ | ------ | ------ | ------ | ------ | ------ |
| 244    | 270    | 272    | 269    | 275    | 289    | 314    | 337    |

source=1999年までLdh/EHESS/Cassini、2004年以降INSEE

## 史跡
- サン・ニコラ教会 - かつては、ベネディクト会派のラ・シェーズ＝デュー修道院とつながりがあった。
- ボールキュエイユ城 - 14世紀、ベリー公によってアリエ川の土手近くに建設された。

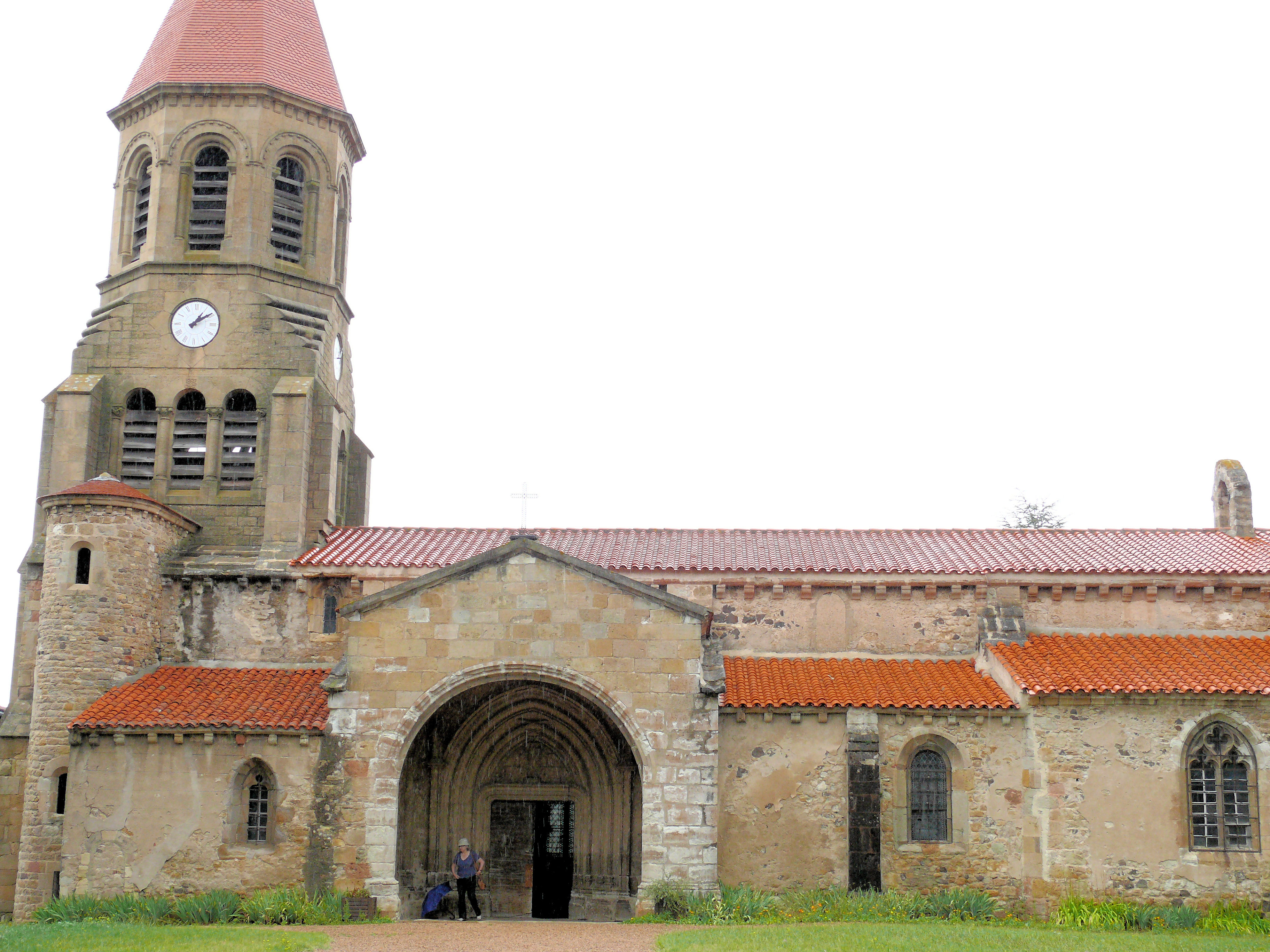
サン・ニコラ教会
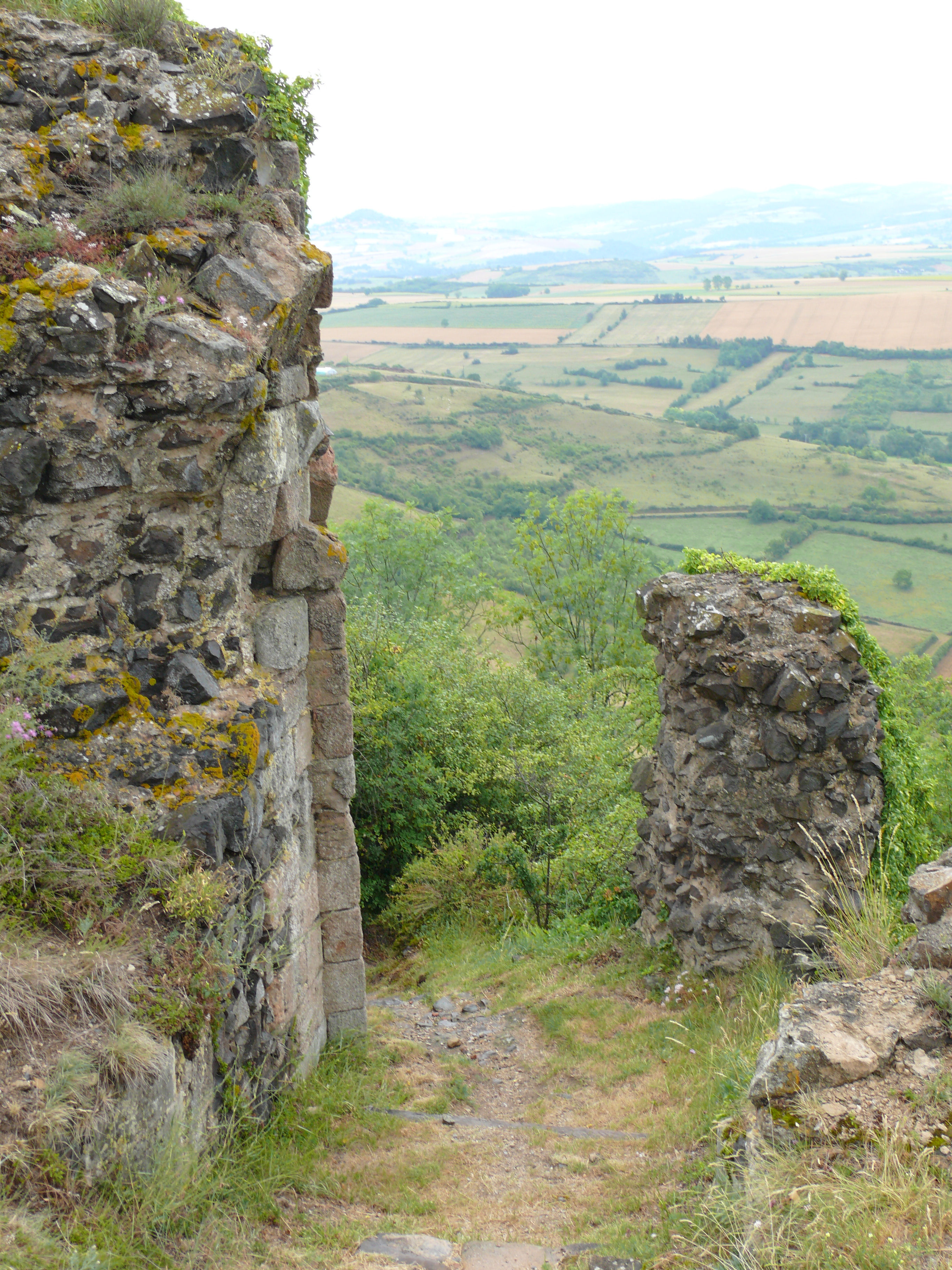
城の廃墟